# Sebald Schwarz
Georg Sebald Christoph Schwarz (* 12. August 1866 in Rotterdam; † 15. Februar 1934 in Aschersleben) war ein deutscher Pädagoge und Schulreformer, zuletzt von 1925 bis 1933 Schulrat in Lübeck.

## Leben
Schwarz wurde als Sohn eines in Rotterdam und später in Berlin an der Simeonskirche tätigen Pfarrers geboren. Er besuchte das Luisenstädtische Gymnasium und studierte nach dem Abitur zunächst Theologie an der Universität Berlin. 1886 wechselte er auf die Lehrfächer Germanistik, Geschichte und Geographie und beendete das Studium 1890 mit dem Staatsexamen für das höhere Lehramt. 1891 promovierte er zum Dr. phil. Die Referendarzeit absolvierte er an der Kieler Gelehrtenschule und an der Realschule Altona, einer damals sehr bekannten Reform-Realanstalt unter Ernst Schlee.
Nach Hilfslehrertätigkeiten fand er seine erste Anstellung als Oberlehrer an der Realschule in Blankenese und wechselte 1903 von dort an eine Realschule nach Dortmund. 1905 wurde er nach Lübeck berufen, um als Direktor dort das zweite Realgymnasium aufzubauen, die spätere Oberrealschule zum Dom (OzD) in den Räumen der ehemaligen Höheren Bürgerschule, die 1881 an der Musterbahn hinter dem Chor des Lübecker Doms eingerichtet worden war. Die OzD entwickelte sich unter seiner Leitung rasch zu einer auch über die Grenzen Deutschlands hinaus bekannten Reformschule.
Schwarz, der politisch von 1919 bis 1924 Mitglied der DDP war, führte an dieser Schule bereits 1922 ein Kurssystem ein, das den Schülern der Oberstufe erlaubte, 30 Prozent des Unterrichts außerhalb der Kernfächer frei zu wählen. Auch in der Mittelstufe bestanden bereits, wenn auch in geringerem Umfang, entsprechende Wahlmöglichkeiten für die Schüler. Mit seiner erfolgreichen Berufungspolitik zog er aus ganz Deutschland Pädagogen an, die ihm für die Umsetzung seiner Reformpläne geeignet erschienen. 1925 wurde Schwarz als Nachfolger von Jakob Wychgram Landesschulrat des Lübeckischen Staates.
Als Mitglied des Bundes Entschiedener Schulreformer verfolgte Schwarz programmatisch als Zielvorstellung die Elastische Einheitsschule, mit der er sich politisch gegen die Lobby der Mittelschulen und gegen den Elternwillen nicht durchsetzen konnte. Nach seinen Plänen erbaute der Lübecker Stadtbaudirektor Hans Pieper die 1931 fertiggestellte Klosterhofschule im Mönkhofer Weg im Stadtteil St. Jürgen, die zu der Zeit als die modernste Schule in Deutschland galt. Am 31. März 1933 wurde Schwarz von den Nationalsozialisten in den Ruhestand versetzt. Damit endete auch der groß angelegte Lübecker Schulversuch im Zuge der folgenden Gleichschaltung. Schwarz selbst konnte diese Entwicklung nicht verwinden und zog sich gekränkt aus Lübeck zurück. Sein Nachfolger als Landesschulrat wurde der Nationalsozialist Hans Wolff.
Schwarz engagierte sich ehrenamtlich in Gesellschaft zur Beförderung gemeinnütziger Tätigkeit und war 1913–1920 Vorsitzender der Geographischen Gesellschaft zu Lübeck.

## Familie
Schwarz heiratete am 30. Juni 1894 in erster Ehe Johanna Cordes (* 23. März 1873; † 18. Mai 1901 in Blankenese). Die gemeinsame Tochter Mia (* 14. Juni 1895 in Blankenese) wurde zur Dr. phil promoviert und arbeitete als Oberschulrätin im niedersächsischen Kultusministerium.
Am 19. September 1910 heiratete Schwarz in zweiter Ehe Friederike Luise Agnes Petersen (* 21. Oktober 1872 in Blankenese; † 21. Oktober 1955 in Rantzau). Seine Ehefrau war eine Tochter des Malers Klaus Friedrich Anton Petersen (1834–1885) und dessen Ehefrau Maria Catharina Augusta, geborene Wriedt. Aus der Ehe ging der Landesforstmeister Rüdiger Schwarz hervor.
Schwarz hatte darüber hinaus einen weiteren Sohn.